# AllMovie
AllMovie (ранее известен как All-Movie Guide) — коммерческий интернет-сайт, представляющий собой базу данных о кинозвёздах, фильмах и телесериалах. Сайт был основан Майклом Эрлевайном как часть проекта All-Media Guide. Содержанием сайта являются данные о фильмах и актёрах, а также профессиональные рецензии на них.

## История
Сайт All-Movie Guide был основан Майклом Эрлевайном в 1994 году как дополнение к проекту All-Music Guide, посвящённому музыкальным записям. В новой базе данных были собраны подробные сведения о фильмах, включая основные выходные данные, актёрский состав, информацию о съёмочных группах и производственных компаниях. Лицензию на использование базы приобрело более 10000 различных фирм, начиная от кинодистрибьютеров и заканчивая веб-сайтами и пунктами розничной продажи.
В конце 2007 года компанию All Media Guide, владельца сайтов AllMusic, AllMedia и AllGame, приобрела Macrovision (позднее Rovi Corporation) за $102 млн ($72 млн выплачено сразу, оставшиеся 30 млн — в течение следующего года). С 2011 по 2013 годы доступ к базам осуществлялся через общий сайт AllRovi.com.
В августе 2013 года AllMovie.com вместе с AllMusic.com и AllGame.com были приобретены All Media Network, LLC.